# Xavier Lemmens
Pour les articles homonymes, voir Lemmens.
Xavier Lemmens, est un auteur de bande dessinée (belge), également connu sous le pseudonyme de Lem.

## Biographie
Après des études secondaires artistiques, il fait un graduat en illustration/BD à École supérieure des arts Saint-Luc de Liège. Il s'y fait des amis dont Hugo Piette, avec qui il dessine pour différents fanzines (Mycose, Mococo, Le vélo 33b).
En 2006, il fait son entrée à Spirou hebdo, il commence par illustrer une rubrique rédactionnelle et publie Les Dossiers de l'insolite, un court récit de 3 planches avec le scénariste Étienne Leclercq. La même année, il fait une furtive apparition dans la rubrique La Balise à cartoons, puis il publie encore un autre court récit de 6 planches La Fenêtre écrit par Jean-Michel Darlot.
En décembre, Xavier Lemmens qui signe ici du pseudonyme Lem publie son premier album en tant que dessinateur du scénario de Yves Leclercq — un autre condisciple de Saint-Luc — dans la collection « Polar » des éditions Des ronds dans l'O. Ce récit écrit sur le mode des romans noirs hardboiled et qui conte l'enquête sur un meurtre à Los Angeles est reçu favorablement par Didier Pasamonik, directeur de la rédaction du site d'information ActuaBD.
En 2007, Lemmens retrouve son ami Piette et illustre un court récit de 4 planches Mission Minigolf, il réalise seul la planche parue dans le no 3622 de l'hebdomadaire de Marcinelle et s'associe à nouveau avec Piette pour Une histoire de papy Pol, un autre court récit de 4 planches.
Au mois de juin de la même année, il est publié directement en album dans la collection « Fluide glacial » aux éditions Audie avec un premier tome de ce qui deviendra un triptyque Commando Torquémada, scénarisé par un autre liégeois Philippe Nihoul et c'est avec une publicité pour cette série que Lemmens fait son entrée dans le mensuel créé par Gotlib : Fluide glacial.
Ce premier tome au registre différent puisque humoristique est différemment reçu : le chroniqueur Mayaud du site BD Gest' relève des inégalités dans le traitement de la narration mais le graphisme selon lui est porteur d'espoir. Quant à Benoît Cassel, membre de l'ACBD et fondateur du site Planète BD, il s'interroge sur la possibilité d'un deuxième tome
Tandis que dans l'interview accordée par les auteurs à Nicolas Anspach sur ActuaBD, sont conscients que la thématique abordée dans la série peut faire peur à beaucoup de monde, à savoir sexe, drogue et... religion.
Dans la foulée, le second tome paraît en avril de l'année suivante : Dominique, nique, nique..., cette fois l'album est mieux reçu : pour le même chroniqueur « Xavier Lemmens réitère son trait moderne et encré, un dessin schématique et stylisé, rehaussé par une colorisation souvent sommaire, en aplats bichromiques. », C. Constant, le chroniqueur de BD Gest', trouve une amélioration dans la lisibilité du récit mais c'est dans le magazine dBD que l'album est qualifié d'album du mois.
Cette série verra son épilogue dans l'intégrale publiée trois ans plus tard, avec l'adjonction d'un récit inédit Genèse. Elle se voit qualifiée de « série délicieuse d’irrévérence » par Benjamin Roure, chroniqueur de Bodoï.
Entretemps, il publie le premier court récit de la série Les Arrachés avec Hugo Piette dans Fluide glacial en 2008 et repris en album la même année chez Audie.
En septembre 2010, il publie sur un scénario de Philippe Nihoul, dans la collection « Machination » aux éditions Delcourt, La Mélodie du bonheur,,,,, premier tome de la série Snuff, une série qui allie des jungles hostiles, le polar, l'humour cynique mâtiné de violence, le tout servi par des répliques percutantes à la Michel Audiard selon le critique O. Vrignon de BD Gest'. Le second tome Dans la vallée des ombres est publié en juillet 2012. Malheureusement, faute de ventes, le troisième opus ne verra pas le jour. 

## Œuvres publiées

### Albums de bande dessinée
The Mood
- 1 The Mood[16], Des ronds dans l'O, coll. « Polar », décembre 2006
Scénario : Yves Leclercq - Dessin et couleurs : Xavier Lemmens -  (ISBN 9782952317344)

Commando Torquémada
- 1 Pour la plus grande gloire de Dieu[17]", Fluide glacial, Paris, juin 2007
Scénario : Philippe Nihoul - Dessin et couleurs : Xavier Lemmens -  (ISBN 978-2-85815-032-8)
- 2 Dominique, nique, nique[18]..., Fluide glacial, Paris, avril 2008
Scénario : Philippe Nihoul - Dessin et couleurs : Xavier Lemmens -  (ISBN 978-2-85815-859-1)
- 3 Évangiles I, II, III, Fluide glacial, Paris, avril 2011
Scénario : Philippe Nihoul - Dessin et couleurs : Xavier Lemmens -  (ISBN 978-2-352-07021-4),cette intégrale reprend les 2 premiers tomes ainsi qu'une histoire courte Genèse et le tome 3, tous deux inédits en album.

Les Arrachés
- 1 Ni Dieu, ni freins[19],[8], Audie, coll. « Fluide glacial », Paris, janvier 2008
Scénario : Hugo Piette et Xavier Lemmens - Dessin et couleurs : Xavier Lemmens et Hugo Piette -  (ISBN 978-2-85815-929-1).

Snuff
- 1 La Mélodie du bonheur[20], Delcourt, coll. « Machination », Paris, 22 septembre 2010
Scénario : Philippe Nihoul - Dessin et couleurs : Xavier Lemmens -  (ISBN 978-2-7560-1893-5),
- 2 Dans la vallée des ombres[14],[15], Delcourt, coll. « Machination », Paris, 20 juin 2012
Scénario : Philippe Nihoul - Dessin et couleurs : Xavier Lemmens -  (ISBN 978-2-7560-2205-5),